# 多花崖爬藤
多花崖爬藤（学名：Tetrastigma campylocarpum）是葡萄科崖爬藤属的植物。分布于泰国以及中国大陆的云南等地，生长于海拔500米至1,100米的地区，常生长在林缘、灌丛及林中，目前尚未由人工引种栽培。